# Metropolitan
„Metropolitan“ е американски филм от 1990 година, трагикомедия на режисьора Уит Стилман по негов собствен сценарий.
В центъра на сюжета са група младежи от заможни семейства в Манхатън, които прекарват заедно в града първата си колежанска коледна ваканция. Главните роли се изпълняват от Керълайн Фарина, Едуард Клемънтс, Крис Ейгеман, Тейлър Никълс.
„Metropolitan“ е номиниран за „Оскар“ за оригинален сценарий.